# فرودگاه ایتیپ
فرودگاه ایتیپ (به انگلیسی: Aitape Airport) یک فرودگاه با کد یاتا ATP است. این فرودگاه در کشور پاپوآ گینه نو قرار دارد و در ارتفاع ۳ متری از سطح دریا واقع شده‌است.